# José Mata
 (août 2018).
Si vous disposez d'ouvrages ou d'articles de référence ou si vous connaissez des sites web de qualité traitant du thème abordé ici, merci de compléter l'article en donnant les références utiles à sa vérifiabilité et en les liant à la section « Notes et références ».
Pour les articles homonymes, voir Mata.
Cet article concerne le torero. Pour le militaire, voir José Mata Castro.
José Mata, né le 23 juillet 1937 à Las Tricias, commune de Garafía (île de La Palma dans les îles Canaries), mort à Madrid (Espagne) le 27 juillet 1971, est un matador espagnol.

## Présentation
Il se présente à Madrid comme novillero le 5 août 1962 aux côtés de « Facultades » et « Sandoval » face à des novillos de la ganadería de Rodríguez de Arce. Il prend l’alternative à Benidorm (Espagne, province d'Alicante) le 8 août 1965 avec comme parrain « El Cordobés » et comme témoin Manuel Herrero, face à des taureaux de la ganadería de Pío Tabernero. Il confirme son alternative à Madrid le 12 octobre 1965 avec comme parrain Andres Vázquez et comme témoin « Trujillo », face à des taureaux de la ganadería de Moreno Yagüe.
Jose Mata était un des toreros préférés du public de Madrid. Il toréa en de nombreuses occasions et avec grand succès dans les arènes monumentales de Las Ventas. D'après le magazine El Ruedo ce fut un torero exemplaire tant par son art que par son courage ; il fut le plus célèbre matador canarien.
Le 25 juillet 1971, lors de la corrida inaugurale des arènes de Villanueva de los Infantes (Espagne, province de Ciudad Real), il est gravement blessé par le taureau « Cascabel » de la ganadería de Don Luis Frias Piqueras. Il meurt à Madrid le surlendemain.